# Anona šupinatá

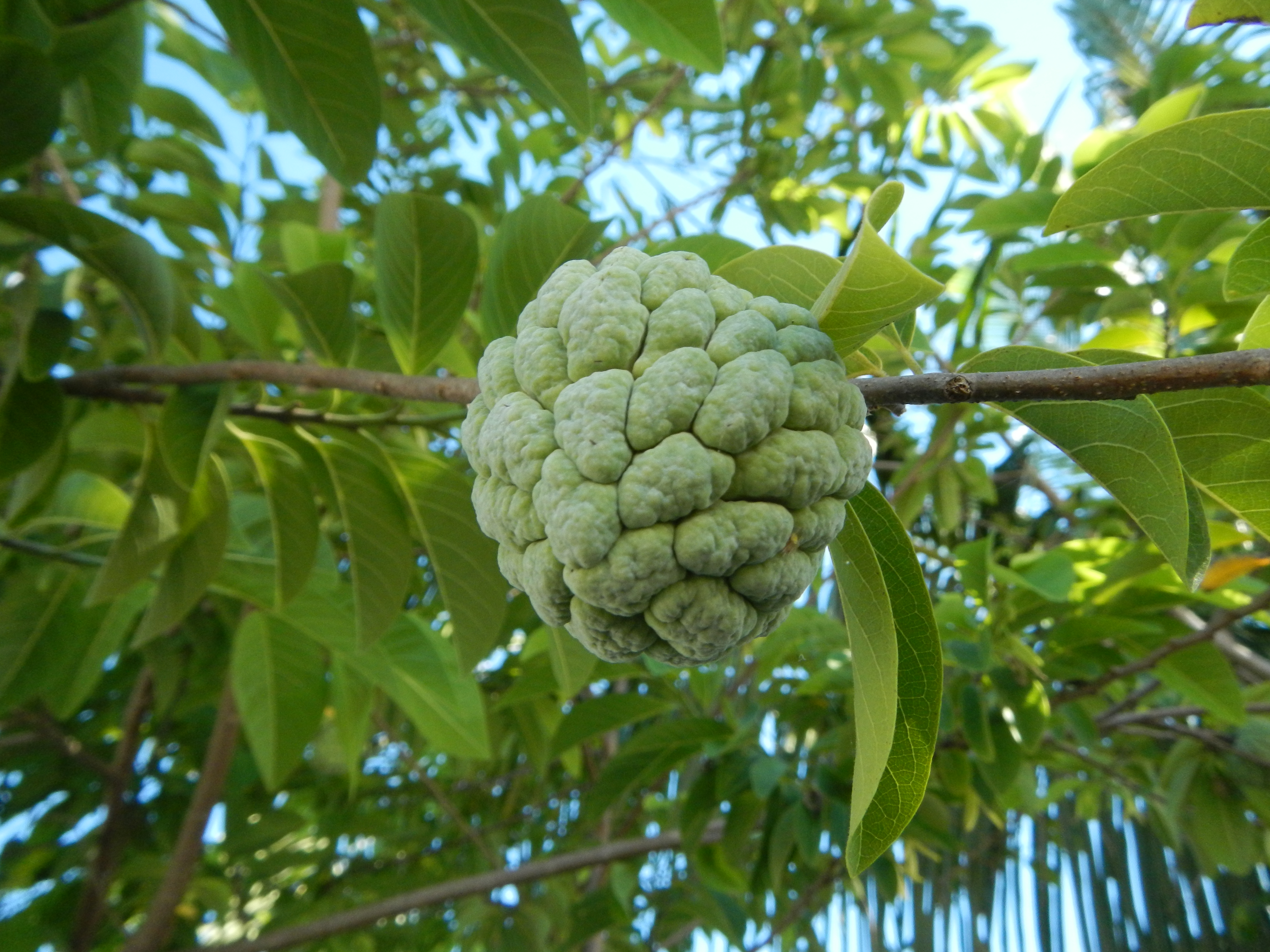
Plod

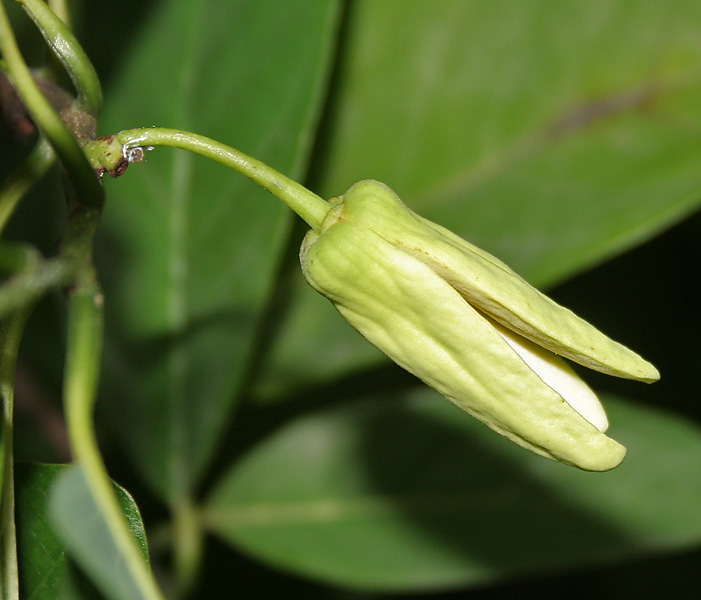
Květ

Anona šupinatá (Annona squamosa) je tropický strom pěstovaný pro netradičně vypadající ovoce, které je považováno za jedno z nejchutnějších, v překladu zvané cukrové jablko. Zralá dužnina je smetanově bílá, šťavnatě kašovitá a má jemnou, sladce aromatickou chuť. Anona šupinatá je jedním z asi 170 druhů početného, teplomilného rodu láhevník a pro svůj rychlý růst a tvorbu plodů již ve věku tří let bývá někdy součástí zimních zahrad.

## Rozšíření
Druh pochází z Karibiku a oblastí Střední Ameriky a severu Jižní Ameriky, přesnější určit místo původu nelze. V současnosti je hojně pěstován v tropech a subtropech celého světa, například v jihovýchodní Asii jižní Číně, severní Austrálii, na tichomořských ostrovech i v tropické a subtropické Africe včetně blízkých ostrovů. Často uniká ze zahrad do volné přírody, kde roste na pastvinách, v lesích i podél silnic.

## Ekologie
Dřevina požaduje v době růstu mimo tepla dostatek vody a propustnou půdu hojně zásobenou živinami, období sucha strom překlenuje opadem listů a odpočinkem. Za přílišného sucha ve vegetační době strom shazuje listy, kůže ovoce tvrdne a s příchodem dešťů se ovoce rozpadá. V době kvetení je vhodné počasí bez silného deště, které snižuje počet opylených květů.
Nejčastěji se vyskytuje v nízké nadmořské výšce, při dostatečné vzdušné vlhkosti a teplu ale prosperuje i ve vyšších polohách, až do 2000 m n. m. Snáší teplotu až 40 °C a požaduje roční souhrnné srážky nad 700 mm. Většinou kvete a plodí jednou ročně, v Indii kvete v červnu a plodí v říjnu. Za příhodných podmínek může opětovně vykvést v listopadu a pak druhá sklizeň proběhne v březnu. V jiných částech areálu se tyto doby posouvají v závislosti na místním klimatu.

## Popis
Anona šupinatá je malý strom nebo keř s tenkou, šedavou kůrou a mělkými kořeny. Strom s rozkladitou nebo okrouhlou korunou vyrůstá do výše 3 až 8 m, má klikaté větve s jizvami po odpadlých listech. Větvičky jsou porostlé střídavými, dvouřadě uspořádanými, opadavými listy s asi centimetr dlouhými řapíky. Listové čepele jsou úzce eliptické, bývají dlouhé 5 až 17 cm a široké 2 až 7 cm, po obvodě jsou celokrajné, u báze zúžené a na vrcholu zašpičatělé, v mládí jsou jemně chlupaté a později lysé, oboustranně jsou tečkované a je patrná jejich souměrná žilnatina s osmi až patnácti páry postranních žilek.
Přímo z kmene nebo silnějších větví vyrůstají 2 až 3 cm dlouhé, voňavé květy sestavené po dvou až čtyřech do svazečků nebo jednotlivě proti listům. Oboupohlavné květy mají okvětí tvořeno šesti lístky, z nich tři vnější trojúhelníkovité, konkávně vyklenuté jsou výrazně větší a hrubé, bývají velké 1,5 až 3 × 0,5 až 1 cm a z vnější strany zelenavě žluté a z vnitřní červenavé. Tři vnitřní lístky jsou redukované na pouhé šupiny nebo jsou neznatelné. Květ obsahuje mnoho bílých tyčinek s prašníky a bílé čnělky s vejčitou bliznou.
Gyneceum květu má volné plodolisty, které po opylení postupně srostou a vytvoří zelenožlutý, nepravý plod šupinovitého vzhledu o průměru 5 až 10 cm, sestavený ze segmentů s jedlou dužinou a jedovatými semeny. Ovoce bývá kulaté, oválné nebo je kuželovitého tvaru, má tuhou kůži složenou z knoflíkových segmentů barvy světle zelené, šedozelené, modrozelené i růžové. Segmenty se od sebe oddělí při plné zralosti a odhalí krémově bílou, lesklou, šťavnatou, voňavou, sladkou dužinu. Semena jsou tmavě hnědá, oválná, asi 1,5 cm velká a ovoce jich může obsahovat až čtyřicet. Některé stromy mají plody bezsemenné.

## Rozmnožování
Rozmnožuje se generativně i vegetativně. Semena nejlépe klíčí ne příliš čerstvá, ale asi až týden po odstranění z ovoce, klíčivost si podržují po dobu až 4 let. Klíčení trvá asi 30 dnů, ale může být urychleno skarifikováním semen, procento úspěšné klíčivosti je však vyšší u nepoškozených semen. Pro zkrácení doby do prvních plodů asi o polovinu, se semenáče ve věku jednoho roku roubují.
Komerčně jsou anony šupinaté pěstované na plantážích ve sponu 3 × 3 m až 5 × 5 m, stromy jsou na jaře pravidelně prořezávané a zálivka během sucha zvyšuje velikost ovoce. Strom ve věku 5 let již může vyprodukovat 50 kusů, starší při ručním opylení až 100 kusů ovoce. S věkem stromů se ovoce stává menší a po dvaceti létech se stromy nahrazují novými.

## Využití
Zralé ovoce anony šupinaté se v brzké době rozpadá a kazí se, při pokojové teplotě nezůstává déle než dva dny v dobrém stavu. Proto se sklízí předčasně a nechává se dozrát při nižší teplotě, okolo 15 °C, při které se také uchová až 14 dnů. Ovoce je choulostivé na otlačení a proto se málo převáží, většinou se konzumuje v blízkosti míst dozráni. Jí se po segmentech a pecky se vyplivují, nebo se segmenty protlačí přes síto k odstranění semen a přidá se zmrzlina nebo se smíchá s vychlazeným mlékem. Nikdy se nevaří. Průměrný obsah cukru je asi 15 %, z toho je rovným dílem zastoupena glukóza a sacharóza. Předčasná sklizeň ovoce nebo překrytí sítí je mnohdy nutnou ochranou proti ptákům a jiným zvířatům, kterým ve zralém stavu velmi chutná.
Semena jsou toxická, spolknutá při konzumaci však bezproblémově neporušená procházejí zažívacím traktem. Prášek z rozdrcených semen se používá jako insekticid, je však vysoce dráždivý a po vniknutí do očí může trvale poškodit zrak. Semena obsahují téměř 50 % nevysychavého oleje, který může být použit při výrobě mýdla a po chemické úpravě i v potravinářství. Z listů lze vylisovat olej bohatý na terpeny a seskviterpeny, který se užívá v kosmetice. Kořen a kůra obsahují mnoho tříslovin a používají se proti silným průjmům. Odplozené stromy jsou dobrým zdrojem palivového dřeva, samotné dřevo je měkké, lehké a nepevné, běl má nažloutlou a jádro hnědé.

## Galerie

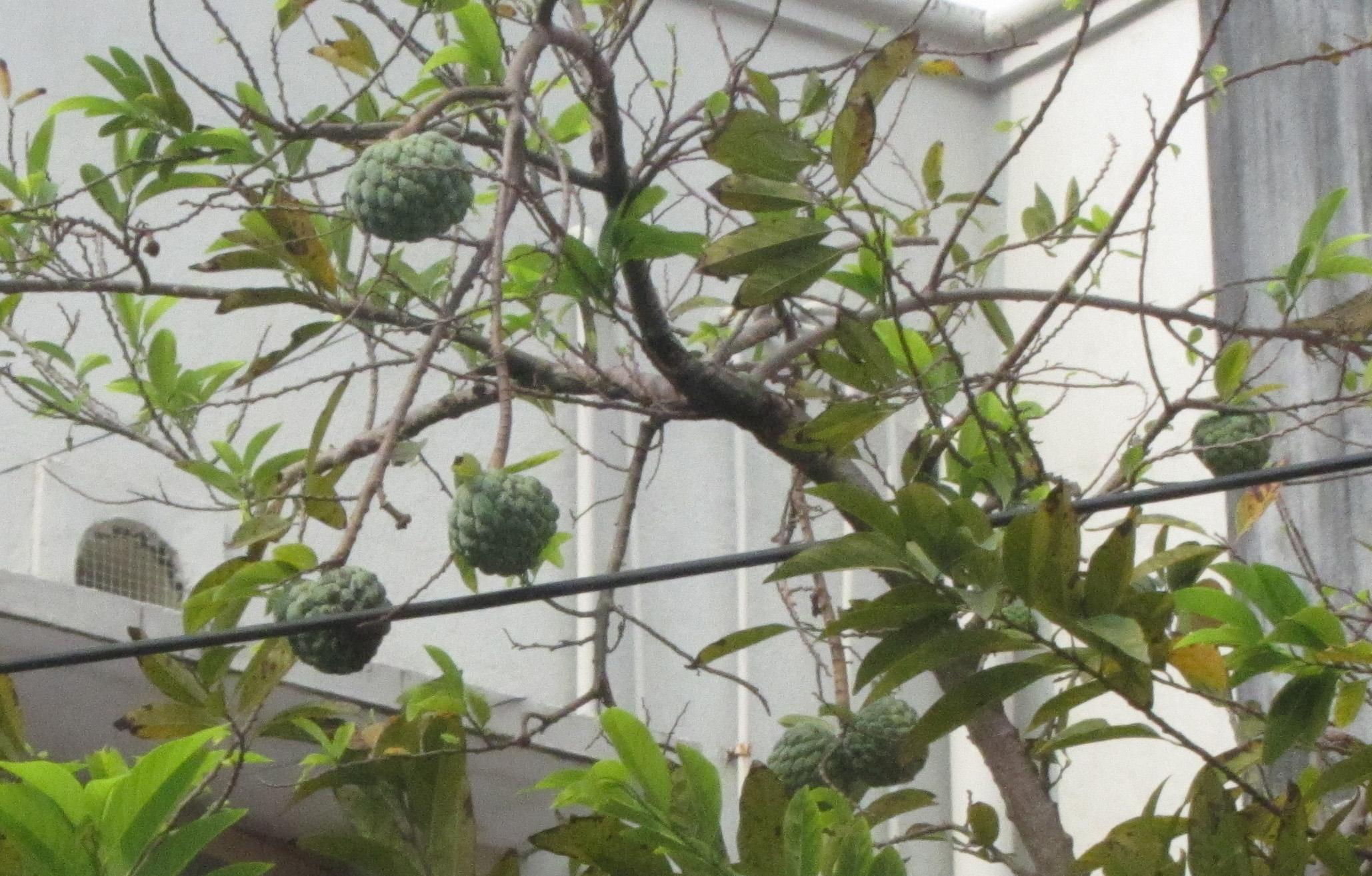
Mladý strom
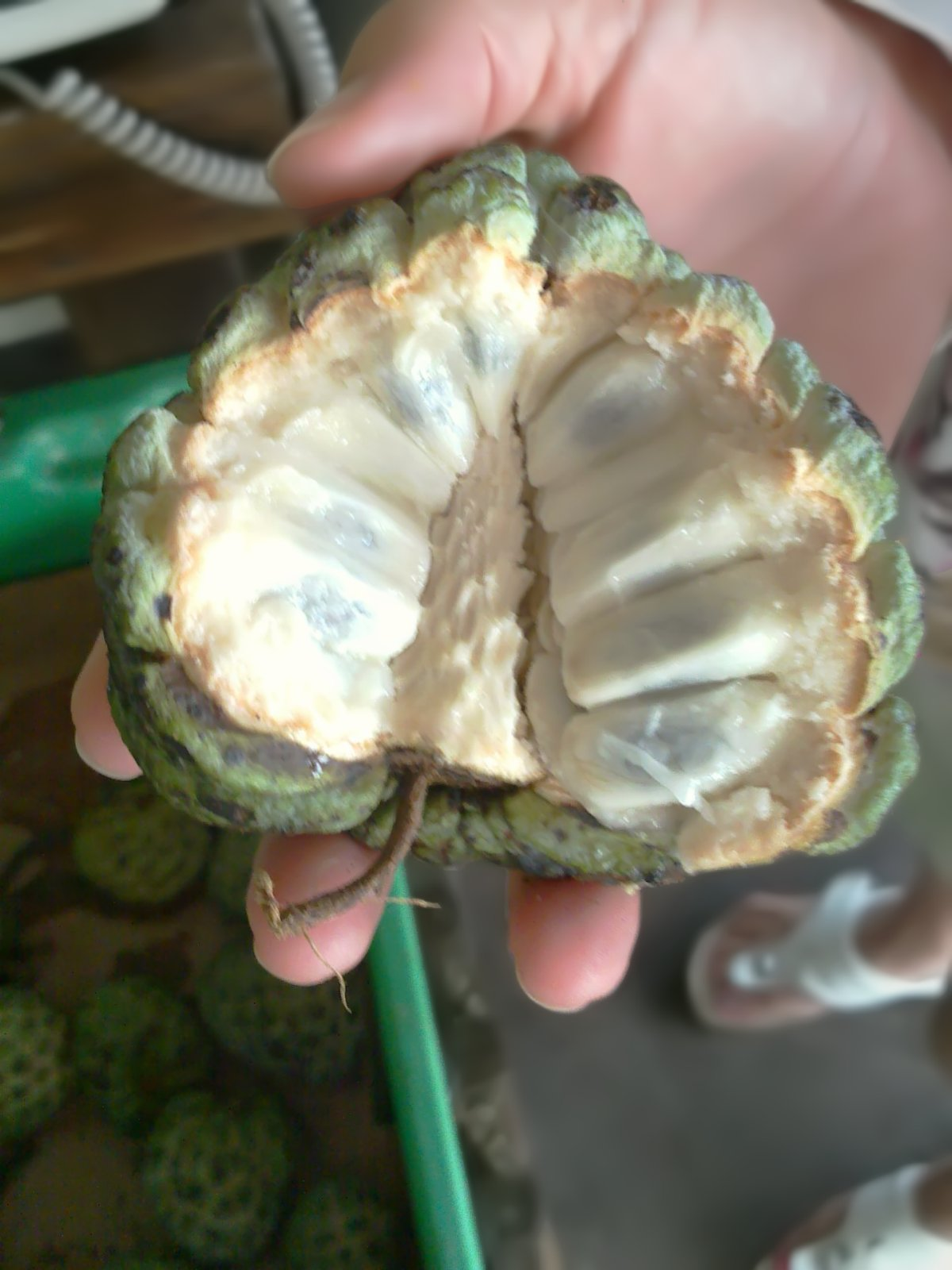
Stavba plodu
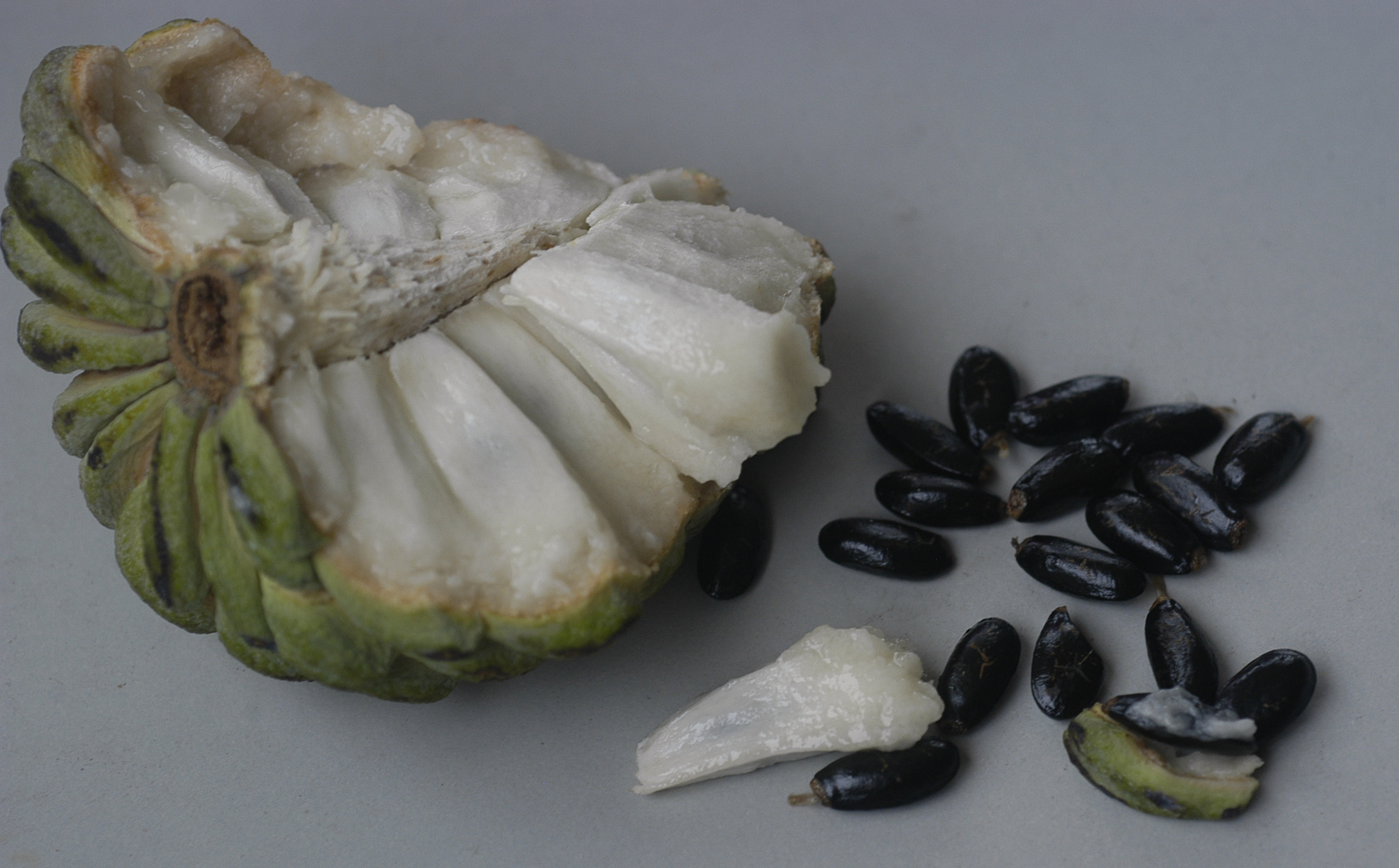
Otevřený plod a semena
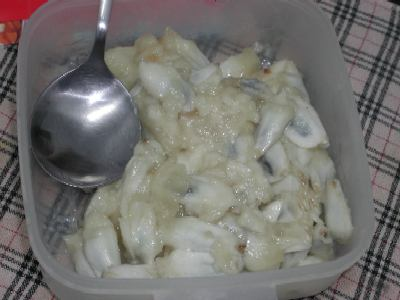
Pokrm